# Pierre-Henry Basset
Pour les articles homonymes, voir Basset.
Pierre-Henry Basset, né le 29 mars 2004 à Bréhand, est un coureur cycliste français.

## Biographie

### Débuts cyclistes et carrière chez les amateurs
Pierre-Henry Basset est originaire de Bréhand, une commune située dans le département breton des Côtes-d'Armor. Il commence le cyclisme durant son enfance à l'école de VTT du Lié. Son petit frère Antoine et sa sœur Camille pratiquent eux aussi ce sport en compétition,.
Dans les catégories de jeunes, il participe à des courses sur route, en cyclo-cross et en VTT. Rapidement, il s'illustre en étant l'un des meilleurs cyclistes de son département. Il s'impose notamment à douze reprises en 2018 chez les minimes. Deux ans plus tard, il devient vice-champion de France de cyclo-cross cadets. Il réalise ensuite une bonne saison 2022 parmi les juniors en obtenant diverses victoires. Au niveau international, il termine quatrième de la Ronde des Vallées, après avoir remporté la dernière étape. 
En 2023, il intègre l'équipe N1 du VC Pays de Loudéac, tout en suivant une licence STAPS. Dès ses débuts espoirs, il se distingue en gagnant trois courses en première catégorie, dont le championnat régional de Bretagne. Grâce à ses bons résultats, il signe un premier contrat professionnel avec l'équipe continentale CIC U Nantes Atlantique pour la saison suivante.

### Carrière professionnelle

#### CIC U Nantes Atlantique (2024)
Il réalise une première partie de saison 2024 encourageante comme néo-professionnel. Sur la deuxième partie, il parvient à convertir ces promesses en résultats, 5e du classement général du Tour Alsace, 5e de la Polynormande, vainqueur du Grand Prix de Plouay et 15e de Paris-Tours. Sa victoire à Plouay lui ouvre les portes de l'équipe Astana. Souhaitant changer d'environnement malgré la volonté des dirigeants nantais de le conserver, il fait le choix de rejoindre la structure kazakhe et son équipe de développement avec comme objectif de rejoindre l'équipe World Tour en 2026.
Afin de préparer la saison 2025, il s'installe à Nice, en colocation avec son ancien coéquipier de Nantes, Clément Braz Afonso.

#### XDS Astana Developement (2025-)
Il épingle son premier dossard de la saison sur l'AlUla Tour avec l'équipe World Tour, une course inscrite au calendrier de l’UCI Asia Tour qu’il termine en 28e position. Il enchaîne avec la Classic Var (60e) et le Tour des Alpes-Maritimes (33e au général). En mars, ses premières courses avec la continentale Astana l'emmène en Grèce où il prend la 2e place du Grand Prix de Rhodes. La semaine suivante, il remporte la dernière étape du Tour de Rhodes et, avec le bonification de temps, s'assure également le classement général de la course.

## Palmarès
- 2020
  - 2e du championnat de France de cyclo-cross cadets
- 2021
  -  Champion de Bretagne de cyclo-cross juniors[9]
- 2022
  - Champion des Côtes-d'Armor sur route juniors
  - 2e étape du Tour de Pontivy Communauté
  - La Sportbreizh Juniors
  - 3e étape de la Ronde des Vallées
  - Ronde du Guinefort
  - 3e du Tour de Pontivy Communauté
- 2023
  -  Champion de Bretagne sur route[10]
  - 3e étape du Tour du Pays de Lesneven
  - Grand Prix de la Pentecôte à Moncontour
  - 3e des Boucles de l'Essor
- 2024
  - Grand Prix de Plouay
- 2025
  - Tour international de Rhodes :
    - Classement général
    - 3e étape

  - 2e du Grand Prix international de Rhodes